# باسیلیا آموا تته
باسیلیا آموا تته (انگلیسی: Basilea Amoa-Tetteh؛ زادهٔ ۷ مارس ۱۹۸۴) بازیکن فوتبال اهل غنا است.
وی همچنین در تیم ملی فوتبال زنان غنا بازی کرده‌است.